# Réserve naturelle de Fenglin
La réserve naturelle de Fenglin est une réserve de biosphère de l'Unesco située dans la province du Heilongjiang en Chine.